# Letschin
Letschin település Németországban, azon belül Brandenburgban. Lakosainak száma 3879 fő (2023. december 31.).

## Népesség
A település népességének változása:
| Lakosok száma | 4329 | 4035 | 3978 | 3983 | 3926 | 3879 |
|               | 2010 | 2015 | 2020 | 2021 | 2022 | 2023 |